# أوسكار موريلو
أوسكار موريلو (بالإسبانية: Óscar Murillo) (و. 1988  م) هو لاعب كرة قدم، من كولومبيا، ولد في أرمينيا، يلعب كمُدَافِع.

## مسيرته الكروية
لعب أوسكار موريلو خلال مسيرته الاحترافية مع 5 أندية في خمسة عشر موسمًا وسجل خلالها 13 هدفًا ضمن 296 مباراة. حيث فاز في موسمين بالكأس وفي خمسة مواسم بالدوري.
خاض أوسكار موريلو مسيرته مع نادي ديبورتيس كوينديو في موسم 2008 ليلعب معه أربعة مواسم، مشاركًا في 67 مباراة سجل خلالها هدفين. ثم انتقل إلى نادي ديبورتيفو بيريرا ما بين عامي 2011 و2012 لمدة موسم واحد، حيث شارك في 16 مباراة ولم يسجل أي هدف. لينتقل بعدها إلى نادي أتلتيكو ناسيونال في موسم 2012 ليلعب معه أربعة مواسم، مشاركًا في 84 مباراة سجل خلالها 7 أهداف. ثم انتقل إلى نادي باتشوكا في موسم 2015–16 ليلعب معه خمسة مواسم، مشاركًا في 129 مباراة سجل خلالها 4 أهداف.

## روابط خارجية
- أوسكار موريلو على موقع الاتحاد الدولي (مؤرشف)  (الإنجليزية)
- أوسكار موريلو على موقع الدوري الأمريكي (الإنجليزية)
- أوسكار موريلو على موقع قاعدة بيانات كرة القدم.إي يو (الإنجليزية)
- أوسكار موريلو على موقع ناشيونال فوتبول تيمز (الإنجليزية)
- أوسكار موريلو على موقع Soccerway.com (الإنجليزية)
- أوسكار موريلو على موقع AS.com (الإسبانية)